# Bloedbad van Zjanaozen
Het bloedbad van Zjanaozen vond plaats op 16 december 2011 in het westen van Kazachstan. In de oliestad Zjanaozen werden ten minste 14 demonstranten gedood nadat zij in aanloop naar de Kazachse onafhankelijkheidsdag met de Kazachse politie waren gebotst. 

## Achtergrond
Het grootste deel van de economie van Zjanaozen, dat ligt in het westen van Kazachstan vlak bij de Kaspische Zee, draait op de winning van olie uit het Ozenmunaiveld. In mei 2011 legde een grote groep werknemers het werk neer en eisten meer geld en betere werkomstandigheden. De lokale rechtbank verklaarde dat de staking illegaal was en het staatsoliebedrijf ontsloeg bijna duizend mensen.
Een groep stakers bezette vervolgens een centraal plein in de stad waar zij de klok rond aanwezig waren. Het protest verbreedde zich ook. Sommige demonstranten eisten toestemming om een eigen politieke partij te mogen starten die niet onder overheidstoezicht stond.

## Bloedbad
De politie wilde het plein na een half jaar protest toch schoon vegen, om ruimte te maken voor de viering van de Kazachse onafhankelijkheid. Op 16 december 2011 kwam het tot een botsing tussen politie en demonstranten. Volgens activisten opende de politie het vuur op de ongewapende menigte. De politie zei in een reactie dat de demonstranten waren begonnen met rellen. De politie stelde ook dat er elf mensen waren omgekomen, maar volgens de oppositie ging het om tientallen mensen. Zeker achtentachtig mensen raakten gewond. Vanwege een gebrek aan ziekenhuisbedden in Zjanaozen werd een deel van de slachtoffers verpleegd in het honderdvijftig kilometer verderop gelegen ziekenhuis van Aqtau.

## Nasleep
De onrust sloeg de volgende dag over naar andere delen van het land. In de nacht van 16 op 17 december arresteerde de politie in Almaty een aantal demonstranten van de oppositie. Oliewerkers van het Kalamkasveld en Karazhanbasveld legden het werk neer. In de plaats Shetpe blokkeerde een groep mensen de spoorlijn.
De Kazachse president Noersoeltan Nazarbajev bezocht de regio op 22 december. Hij zei dat hij zijn schoonzoon Timur Kulibajev zou ontslaan vanwege de manier hoe die de crisis had aangepakt. Dat deed hij een paar dagen later ook daadwerkelijk. Hij ontsloeg ook het hoofd van het nationale oliebedrijf en de regionale gouverneur. Verschillende politiemensen die betrokken waren bij het incident werden gearresteerd. Bovendien liep Nazarbajev een twintig dagen durende noodtoestand uit in Zjanaozen.
President Nazarbajev zette zichzelf internationaal graag neer als een visionair leider die zijn land welvarend had gemaakt. Voor hem was het bloedbad daarom een kras op zijn blazoen. Achteraf bleek dat hij was geadviseerd door Tony Blair over hoe hij moest reageren op het incident, iets wat de voormalige Britse premier veel kritiek opleverde.